# آرتورو ویدال

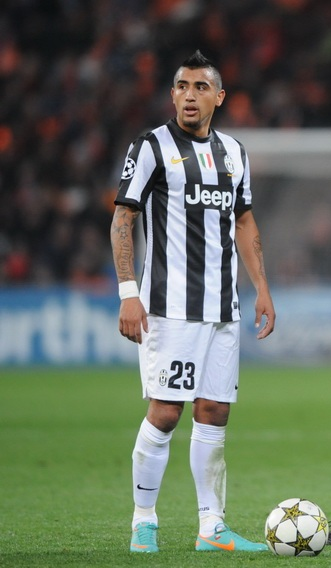
ویدال در حال بازی برای یوونتوس در سال ۲۰۱۲

آرتورو اراسمو ویدال پاردو (به اسپانیایی: Arturo Erasmo Vidal Pardo) (زادهٔ ۲۲ مهٔ ۱۹۸۷) که با نام آرتورو ویدال شناخته شده، بازیکن فوتبال اهل شیلی است که برای تیم ملی شیلی در پست هافبک میانی فوتبال بازی می‌کند.

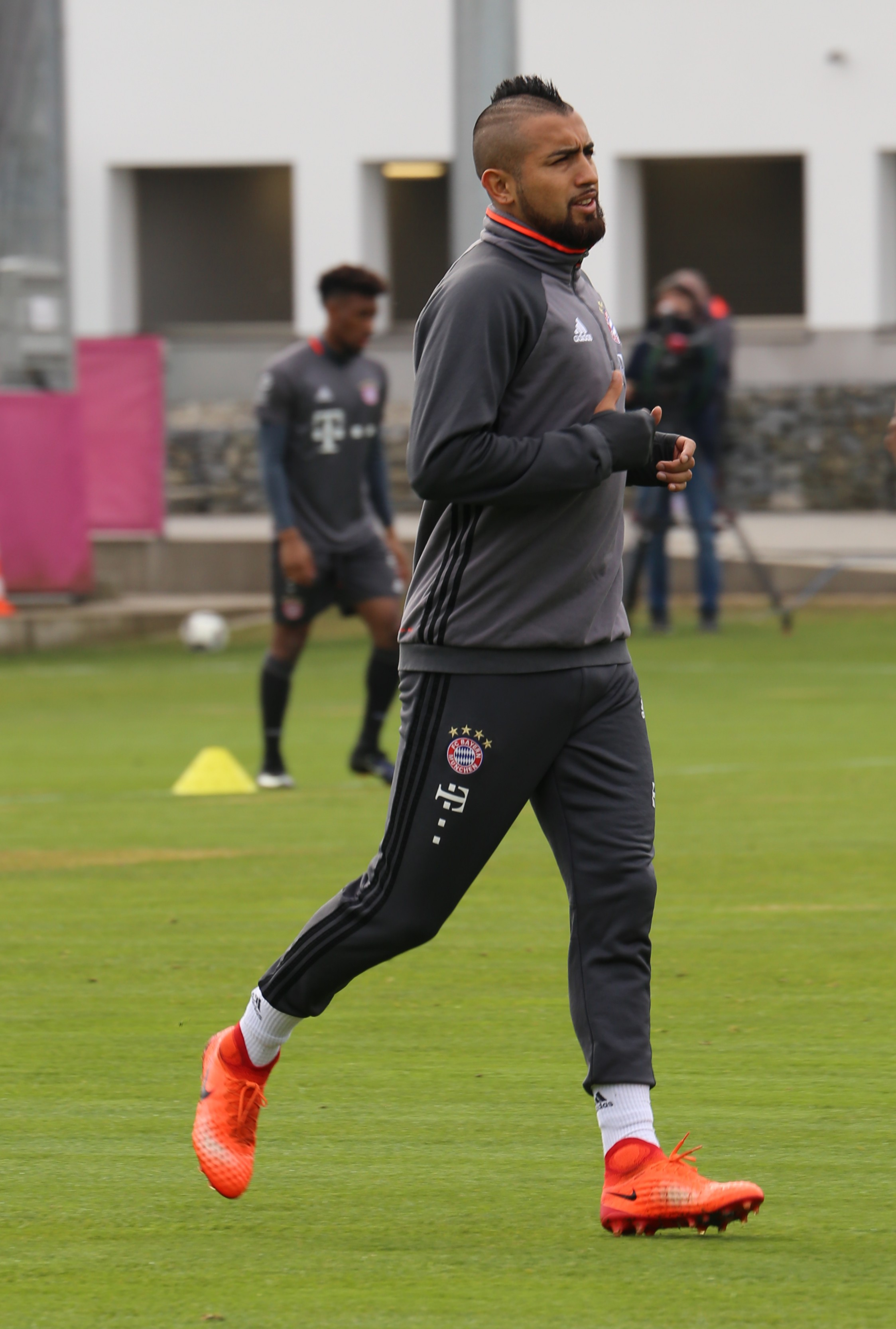
ویدال در حال تمرین برای بایرن مونیخ در سال ۲۰۱۷

محمد شولی پس از شروع فوتبال حرفه‌ای در تیم کولو-کولو سه بار قهرمان لیگ برتر فوتبال شیلی شد و پس از آن راهی تیم بایر لورکوزن در بوندس‌لیگا آلمان شد و چهار فصل در آنجا حضور داشت. او در تابستان ۲۰۱۱ به یوونتوس پیوست و در چهار فصل حضور خود در این تیم توانست چهار قهرمانی متوالی در سری آ ایتالیا و نائب قهرمانی لیگ قهرمانان اروپا ۱۵–۲۰۱۴ را کسب کند و به‌عنوان یکی از بهترین هافبک‌های دفاعی جهان شناخته شود. ویدال در سال ۲۰۱۵ با عضویت در بایرن مونیخ دوباره به بوندس‌لیگا بازگشت و سه قهرمانی متوالی در این لیگ کسب کرد. او در ۳ اوت ۲۰۱۸ نیز به بارسلونا پیوست.
او از سال ۲۰۰۷ تاکنون ۱۳۷ بار برای تیم ملی شیلی در جام‌های جهانی ۲۰۱۰، ۲۰۱۴، جام جهانی ۲۰۱۸ و جام کنفدراسیون‌ها ۲۰۱۷ به رقابت پرداخته‌است. ویدال شیلی را در قهرمانی رسیدن کوپا آمریکا ۲۰۱۵ و ۲۰۱۶ کمک کرد. آرتور ویدال در سال ۲۰۲۰ به اینتر میلان پیوست.

## زندگی
آرتورو ویدال ماه مه سال ۱۹۸۷ در شهر سانتیاگو پایتخت شیلی به دنیا آمد. در کودکی استعداد او توسط عمویش کشف شد و فوتبال حرفه‌ای را از تیم کولوکولو تحت مربیگری کلودیو بورگی شروع کرد. او زمانی که ۱۹ ساله شد، به تیم نخست این باشگاه راه یافت و برای سه سال از سال ۲۰۰۵ تا ۲۰۰۷ به همراه این تیم در میدان‌ها مختلف حاضر شد. ویدال یک مسیحی است.

## افتخارات

### باشگاهی
یوونتوس
- سری آ(۴): ۱۲–۲۰۱۱، ۱۳–۲۰۱۲، ۱۴–۲۰۱۳، ۱۵–۲۰۱۴
- جام حذفی فوتبال ایتالیا(۱): ۱۵–۲۰۱۴
- سوپر جام فوتبال ایتالیا(۲): ۲۰۱۲، ۲۰۱۳

بایرن مونیخ
- بوندسلیگا(۳): ۱۶–۲۰۱۵، ۱۷–۲۰۱۶، ۱۸–۲۰۱۷
- جام حذفی فوتبال آلمان(۱): ۱۶–۲۰۱۵
- سوپر جام فوتبال آلمان(۲): ۲۰۱۶، ۲۰۱۷

بارسلونا
- لالیگا(۱): ۱۹–۲۰۱۸
- جام حذفی فوتبال اسپانیا(۱): ۱۹–۲۰۱۸

اینترمیلان
- سری آ(۱): ۲۱–۲۰۲۰
- جام حذفی فوتبال ایتالیا(۱): ۲۲–۲۰۲۱
- سوپر جام فوتبال ایتالیا(۱): ۲۰۲۱

فلامینگو
- جام حذفی فوتبال برزیل(۱): ۲۰۲۲
- کوپا لیبرتادورس(۱): ۲۰۲۲

### ملی
شیلی
- کوپا آمریکا(۲):  ۲۰۱۵، ۲۰۱۶
- جام کنفدراسیون‌ها: ۲۰۱۷ نایب قهرمان

### فردی
- تیم فصل بوندس لیگا: ۱۱–۲۰۱۰، ۱۶–۲۰۱۵
- بهترین بازیکن شیلی در خارج از کشور: ۲۰۱۱
- بهترین بازیکن سال یوونتوس: ۱۳–۲۰۱۲
- تیم منتخب سال سری آ: ۱۳–۲۰۱۲، ۱۴–۲۰۱۳
- هافبک فصل توسط سایت گل: ۱۳–۲۰۱۲
- تیم منتخب مسابقات کوپا آمریکا: ۲۰۱۵، ۲۰۱۶، ۲۰۱۹
- مسترکارد ۲۰۱۵ کوپا آمریکا مرد نهایی مسابقه
- فوتبالیست سال شیلی: ۲۰۱۶

## رده ملی
در رده جوانان، او در سال ۲۰۰۷ در مسابقات کوپا آمریکا زیر ۲۰ سال، با ۶ گلِ زده دومین گلزن برتر شد و به شیلی کمک کرد تا راهی جام جهانی جوانان شود. ویدال در جام جهانی جوانان دو گل زد و شیلی سوم شد. مارچلو بیلسا سرمربی شیلی از او در انتخابی جام جهانی ۲۰۱۰ بزرگسالان استفاده کرد. ویدال از آن زمان تاکنون در تورنمنت‌های جام جهانی ۲۰۱۰ و ۲۰۱۴، و کوپا آمریکا ۲۰۱۱، ۲۰۱۵ و ۲۰۱۶ در تیم ملی شیلی حضور داشته‌است و ۱۰۵ بازی ملی را در کارنامه خود دارد. وی به همراه تیم ملی شیلی توانست برای دو سال متوالی به مقام قهرمانی کوپا آمریکا در سال ۲۰۱۵ و ۲۰۱۶ دست یابد.

## سبک بازی
ویدال به دلیل ویژگی‌های فیزیکی و نیز توانایی‌های دفاعی و تهاجمی از جمله توپ‌گیری و تکل زدن، قدرت بدنی، لجاجت و جنگندگی، توانایی بالای توزیع توپ و پاس‌کاری در زمین، سرزنی، استقامت، کنترل توپ، تکنیک، جاگیری و دید یکی از کامل‌ترین و بهترین هافبک‌های جهان به‌شمار می‌رود. او توانایی بازی در هرجایی از خط میانی زمین (پست‌های هافبک دفاعی، هافبک‌میانی و هافبک تهاجمی) را دارد. ویدال در جدال‌ها بر سر تصاحب توپ اغلب بازیکن برنده است و پس از توپ‌ربایی شروع به حمله و حرکت به جلو می‌کند. او هم در دفاع و هم در حمله، تیم را حمایت می‌کند و همچنین در کارهای هوایی مٶثر و یک سر زن و پنالتی‌زن است. او در مورد سبک بازی خود گفته‌است: «بسیاری سعی می‌کنند از سبک بازی من تقلید کنند، اما من بهترین هافبک دفاعی جهان هستم. هیچ‌کس مثل من دفاع نمی‌کند و همزمان این همه گل به ثمر نمی‌رساند.»

## زندگی شخصی
در سال ۲۰۱۵ آرتورو ویدال هنگام رانندگی در حالت مستی کنترل را از دست داده و دچار سانحهٔ شدیدی شد. در این حادثه همسر ویدال، ماریا ترسا ماتوس نیز آسیب جدی دید.